# 티아구 멘데스
티아구 카르도수 멘데스(포르투갈어: Tiago Cardoso Mendes, 1981년 5월 2일, 비아나 두 카스텔루 ~)는 줄여서 티아구(포르투갈어: Tiago tiˈaɣu[*])로 알려진 포르투갈의 전 축구 선수로 포지션은 미드필더였으며 UEFA 유로 2004 준우승의 주역이다.

## 클럽 경력

### 포르투갈
비아나 두 카스텔루 출신으로, 티아구는 브라가에서 불과 19세의 나이에 미뉴 연고 클럽의 선발 라인업에 들어 27경기에 출전하였고, 2001년 4위를 도우며 두각을 나타내었고, 팀은 UEFA컵의 진출권을 획득하였다.
2001년 12월 말, 티아구와 브라가 팀 동료 아르만두 사, 그리고 히카르두 후샤는 훌륭한 활약을 바탕으로 리그 거함 벤피카로 이적하였다; 그의 첫 풀 시즌에, 그는 한 시즌 최다인 13골을 득점하며 적색 군단 (Encarnados)의 준우승을 도왔고, 이듬해에는 국내 컵대회 우승으로 포르투의 역사적인 트레블 달성을 훼방하였다.

### 첼시
2004년 7월 20일, 티아구는 €15M의 가격에 첼시로 이적하였고, 그는 2004년 여름 주제 모리뉴의 6번째 영입 (포르투갈인 동료 3명과 합류하였다.) 이 되었다. 2004-05 시즌의 첫 경기를 결장한 그는 크리스털 팰리스와의 8월 24일 원정 데뷔전에서 득점하며 곧 새 팀에서 주축 선수가 되었다. 그는 2005년 5월 10일, 프리미어리그 우승을 확정 지은 후 3-1로 이긴 맨체스터 유나이티드와의 경기에서도 장거리 골을 득점하였다. 티아구는 리그 4경기만을 결장하며 이 시즌동안 첼시의 주전으로 활약하였다. 그는 청색 군단의 주축 미드필더 3인방 중 한명으로 활약하며 모든 대회를 통틀어 51경기에 출전하였고, 4골을 득점하였으며, 팀은 그 시즌의 풋볼 리그 컵도 차지하였다. 그러나 이러한 성공에도 불구하고 다음 시즌에 가나인 마이클 에시엔이 올랭피크 리옹으로부터 영입되었고, 그로 인해 주전 입지가 줄어들었다. 스탬퍼드 브리지에서 활약할 당시 그가 출전한 경기에서의 패배의 비율은 2.94%로, 34경기에서 딱 한번 (2004년 10월 16일, 0-1로 패한 맨체스터 시티 원정 경기) 이 전부였으며, 이는 최소 20경기 이상 활약한 선수가 기록한 역대 최저 패배 비율이었다.

### 리옹

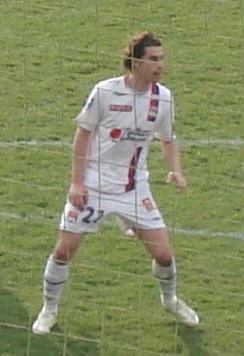
2007년, 리옹에서 활약하는 티아구

2005년 8월말, 티아구는 에시엔의 친정 클럽과 €10.1M의 이적료에 4년 계약을 체결하였다. 모리뉴는 그를 떠나게 내버려둔 것이 "큰 실수"였다고 나중에 기자회견에서 진술하였다.
그는 수비형 미드필더 역할을 주니뉴 페르남부카누, 마하마두 디아라, 그리고 플로랑 말루다와 공유하였고, 리옹에서 우수한 활약을 펼친 티아구는 37경기에 출전하여 7골을 득점하였다. 그의 프랑스에서의 첫 시즌 백미는 PSV 에인트호번과의 UEFA 챔피언스리그 경기에서 두 골을 득점하며 리옹을 8강으로 이끈 경기와 2006년 4월 1일에 결승골을 넣은 트루아와의 경기였다. 리옹은 리그 1을 1위로 마무리하며 팀의 리그 5연패의 금자탑을 세우는데 도움을 주었다.
다음 시즌, 디아라가 레알 마드리드로 떠나자, 티아구는 디아라의 대체자 제레미 툴랄랑과 더불어 리옹에서 더 핵심적인 역할을 맡았다. 그는 리그 1 2연패와 OL의 국내 리그 컵 결승행을 도왔으나, 리옹은 결승전에서 지롱댕 드 보르도에게 막판 실점을 허용하며 패하였다. 그는 이 시즌에 40경기 출전 6득점을 기록하였다.

### 유벤투스
2007년 6월 17일, 장-미셸 올라스 리옹 회장은 티아구가 리옹에서 떠난다고 확인하였고, 유벤투스와 밀란 두 팀이 즉시 그의 영입에 나섰다. 그는 2007년 6월 21일에 전자의 클럽과 €13M의 이적료에 계약을 체결하였다. 그의 2007-08 시즌 활약은 맹비난의 대상이 되었는데, 골닷컴의 경우 그를 시즌 최악의 선수 목록 3번째에 올려놓았다.
2008-09 시즌 초, 티아구는 에버턴 1년 임대 제의를 받으면서 프리미어리그로 복귀할 기회를 잡게 되었다. 유벤투스는 이 제의를 수락하였으나, 티아구는 조항에 반대하였고, 이탈리아 잔류를 결정하였다. 선수와 클럽간의 협상은 티아구가 조반니 코볼리 길리 유벤투스 회장을 화장실 변소에 감금하면서 폭력적으로 변질되었고, 길리 회장은 알레산드로 델 피에로 유벤투스 주장에 의해 1시간을 넘은 끝에 구조되었다. 어려운 첫 시즌 끝에, 그는 클라우디오 라니에리 감독 하에 안정적인 활약을 펼쳤으나, 2008년 11월, 인테르나치오날레와의 경기에서 그는 경기 몇 분만에 무릎 중상을 당하며 피치 밖으로 들것에 실려 나갔고, 거의 2달 가까이 부상으로 결장하였다.
티아구는 1월, 라치오와의 경기에서 벤치로 복귀하였으나, 라니에리 감독이 중앙 미드필더 조합으로 크리스티아노 차네티, 모하메드 시소코, 그리고 비상하는 신예 클라우디오 마르키시오를 선호하면서 전력에서 빠졌다는 것을 확인하였다. 시소코의 부상과 함께 마르키시오가 떨어져 나가면서, 티아구는 다시 선발 라인업에 포함되었으나, 복귀전이었던 4월의 데르비 디탈리아 경기에서 그는 즉시 퇴장 명령을 받았다. (홈경기, 1-1 무승부)
2009-10 시즌에 티아구에 있어서는 잊고 싶은 전반기를 보냈다. 지에구와 펠리피 멜루의 영입과 그의 기량 하락은 출장 기회 감소를 불러왔다. 치로 페라라 감독 하에 그는 벤치 멤버로 또다시 전락하며 7번의 세리에 A 경기 출전에 그쳤다.

### 아틀레티코 마드리드

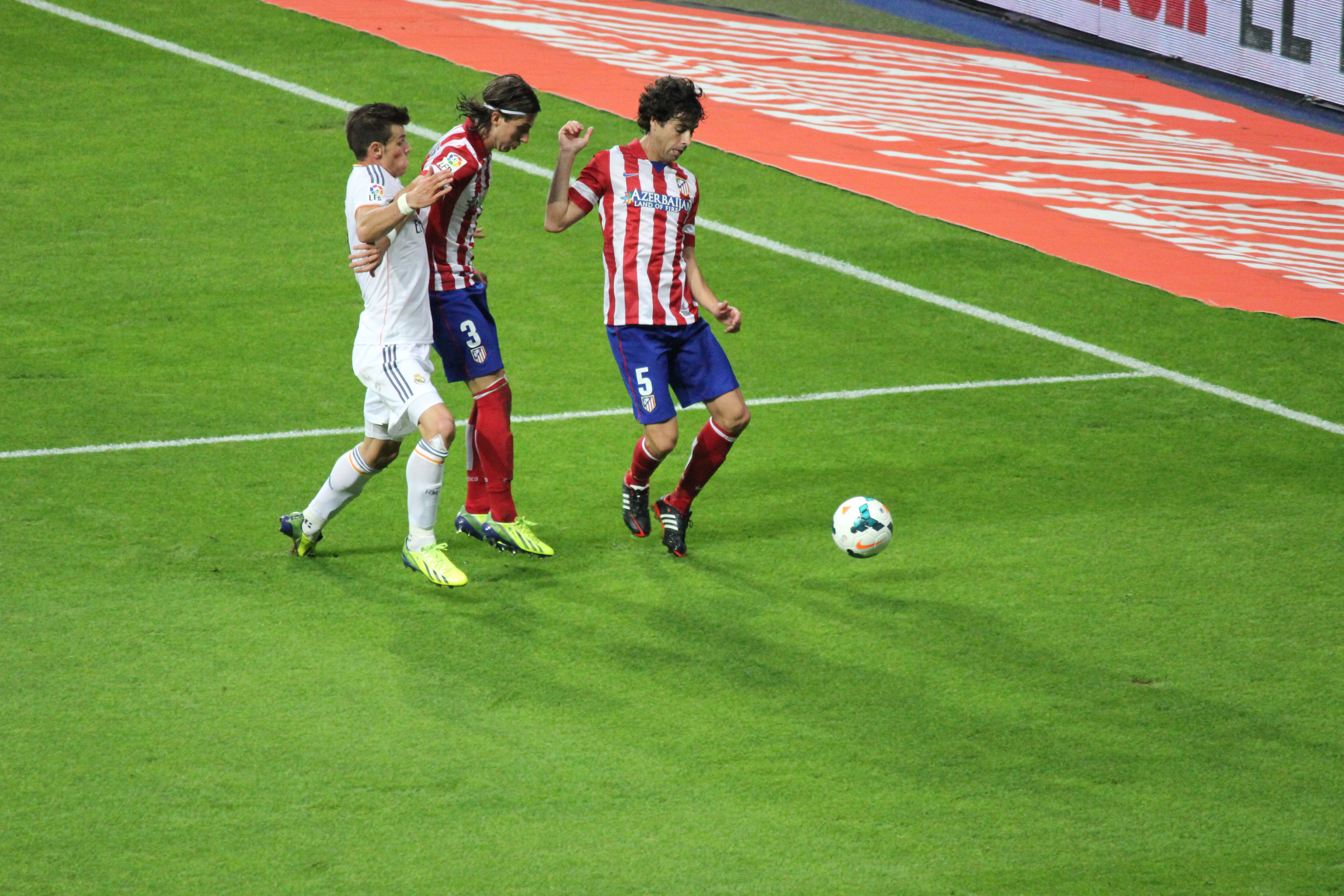
2013년, 레알 마드리드전에서 아틀레티코 선수로 활약하는 티아구 (오른쪽)

2010년 1월 8일, 티아구는 시즌 종료 때까지 아틀레티코 마드리드에 임대로 합류하였다. 그는 1월 21일에 거의 3년만의 리그 득점을 기록하였는데, 그는 1-1로 홈에서 비긴 셀타 비고와의 이 시즌의 코파 델 레이 경기에서 헤딩으로 득점하였다. (합계 2-1 승리) 그는 장기간 주전으로 활약한 라울 가르시아를 넘어 꾸준히 선발 라인업에 포함되었고, 전 벤피카 팀 동료였던 시망 사브로자와 재회하였다.
매트릭스 제작자들 (Colchoneros)의 국내 컵 결승행을 도운 뒤, 그는 유벤투스와의 새 임대 계약으로 유로파리그 출전이 불가능했다. 그는 또다시 가르시아보다 훨씬 긴 시간을 출전하였고, 아틀레티코는 유로파리그에 진출하였고, 라 리가에서 3-0으로 이긴 말라가와의 원정 경기에서 2번의 헤딩 쐐기골을 포함하여 4골을 추가하였다.
2011년 7월 20일, 티아구는 아틀레티코 마드리드와 2년 영구 이적 계약을 체결하였다. 그는 시즌 중반에 그레고리오 반사노를 대신하여 사령탑에 취임한 디에고 시메오네 하에 주전으로 활약하며, 유로파리그 결승행에 또다시 중요한 역할을 맡았다. 그는 발렌시아와의 준결승 2차전 (1-0 승리, 합계 5-2)에서 로베르토 솔다도의 따귀를 친 것으로 인해 퇴장당하여 부쿠레슈티에서의 결승전에 결장하였다.

## 국가대표팀 경력
티아구는 포르투갈 청소년 대표팀에서의 활약에 힘입어 2002년 11월에 스코틀랜드와의 친선경기에서 성인대표팀 신고식을 치렀다. 그는 UEFA 유로 2004에서 최종 23인 엔트리에 포함되었으나, 한 경기에도 출전하지 못하였다.
프랑스 리그로의 이적 후, 티아구는 리옹에서 훌륭한 기량을 선보이며 국가대표팀 선발에 큰 영향을 미쳤고, 그는 포르투갈 국가대표팀 미드필더로써의 입지를 굳혔다. 그는 2006년 FIFA 월드컵 예선전에서 국가대표팀의 본선행을 도왔고, 독일에서 열린 본선에서는 5경기에 출전하며 포르투갈의 준결승행을 도왔으나, 프랑스에 패하였다.
2007년 3월, 티아구는 1-1로 비긴 세르비아와의 경기에서 첫 골을 득점하며 맨 오브 더 매치 활약을 펼쳤다. 그는 그러나 UEFA 유로 2008의 최종 엔트리에 들지 못하였다.
티아구는 남아프리카 공화국에서 열린 2010년 FIFA 월드컵을 위해 발탁되었으며, 무득점으로 비긴 코트디부아르와의 경기에서 데쿠와 교체 투입되었다. 그는 2010년 6월 21일, 케이프타운에서 열린 조선민주주의인민공화국과의 경기에서 두 번 네트를 갈랐고, (헤딩 한골) 팀은 7-0으로 승리하였다. 월드컵 종료 후, 티아구는 사적인 이유로 국가대표팀 은퇴를 선언하였고, "젊은 선수들을 위한 기회를 부여하기 위해," 국가대표팀 경력을 58경기 출전과 3골로 마침표를 찍었다.

### 국가대표팀 득점 기록
| #  | 날짜            | 경기장                        | 상대                   | 점수 | 결과 | 대회                  |
| -- | --------------- | ----------------------------- | ---------------------- | ---- | ---- | --------------------- |
| 1. | 2007년 3월 28일 | 베오그라드, 세르비아          | 세르비아               | 0–1  | 1–1  | UEFA 유로 2008 예선전 |
| 2. | 2010년 6월 21일 | 케이프타운, 남아프리카 공화국 | 조선민주주의인민공화국 | 4–0  | 7–0  | 2010년 FIFA 월드컵    |
| 3. | 2010년 6월 21일 | 케이프타운, 남아프리카 공화국 | 조선민주주의인민공화국 | 7–0  | 7–0  | 2010년 FIFA 월드컵    |

## 수상

### 클럽
벤피카
- 타사 드 포르투갈: 2003–04

첼시
- 프리미어리그: 2004–05
- 풋볼 리그 컵: 2004–05
- FA 커뮤니티실드: 2005

리옹
- 리그 1: 2005–06, 2006–07
- 트로페 데 샹피옹: 2005, 2006
- 쿠프 드 라 리그 준우승: 2006–07

아틀레티코 마드리드
- UEFA 유로파리그: 2011–12
- UEFA 슈퍼컵: 2010, 2012
- 코파 델 레이: 2012-13
- 수페르코파 데 에스파냐 준우승: 2013

### 국가대표팀
- UEFA 유럽 축구 선수권 대회 준우승: 2004

### 훈장
- 명예 훈장, 빌라 비수사의 시태의 성모 기사단 (브라간자 가문)[21]

## 클럽 통계
2017년 5월 21일 기준
| 클럽                       | 시즌      | 리그           | 리그 | 리그 | 컵   | 컵 | 리그 컵 | 리그 컵 | 대륙 | 대륙 | 기타 | 기타 | 합계 | 합계 |
| 클럽                       | 시즌      | 리그           | 출장 | 골   | 출장 | 골 | 출장    | 골      | 출장 | 골   | 출장 | 골   | 출장 | 골   |
| -------------------------- | --------- | -------------- | ---- | ---- | ---- | -- | ------- | ------- | ---- | ---- | ---- | ---- | ---- | ---- |
| 브라가                     | 1999–2000 | 프리메이라리가 | 18   | 1    | 1    | 0  | —       | —       | —    | —    | —    | —    | 19   | 1    |
| 브라가                     | 2000–01   | 프리메이라리가 | 27   | 0    | 1    | 0  | —       | —       | —    | —    | —    | —    | 28   | 0    |
| 브라가                     | 2001–02   | 프리메이라리가 | 17   | 3    | 3    | 0  | —       | —       | —    | —    | —    | —    | 20   | 3    |
| 브라가                     | 합계      | 합계           | 62   | 4    | 5    | 0  | —       | —       | —    | —    | —    | —    | 67   | 4    |
| 벤피카                     | 2001–02   | 프리메이라리가 | 15   | 1    | 3    | 0  | —       | —       | —    | —    | —    | —    | 18   | 1    |
| 벤피카                     | 2002–03   | 프리메이라리가 | 31   | 13   | 0    | 0  | —       | —       | —    | —    | —    | —    | 31   | 13   |
| 벤피카                     | 2003–04   | 프리메이라리가 | 29   | 5    | 5    | 3  | —       | —       | 9    | 3    | —    | —    | 43   | 11   |
| 벤피카                     | 합계      | 합계           | 75   | 19   | 8    | 3  | —       | —       | 9    | 3    | —    | —    | 92   | 25   |
| 첼시                       | 2004–05   | 프리미어리그   | 34   | 4    | 2    | 0  | 4       | 0       | 11   | 0    | —    | —    | 51   | 4    |
| 첼시                       | 합계      | 합계           | 34   | 4    | 2    | 0  | 4       | 0       | 11   | 0    | —    | —    | 51   | 4    |
| 리옹                       | 2005–06   | 리그 1         | 29   | 5    | 0    | 0  | 0       | 0       | 8    | 2    | —    | —    | 37   | 7    |
| 리옹                       | 2006–07   | 리그 1         | 27   | 4    | 0    | 0  | 3       | 0       | 8    | 2    | —    | —    | 38   | 6    |
| 리옹                       | 합계      | 합계           | 56   | 9    | 0    | 0  | 3       | 0       | 16   | 4    | —    | —    | 75   | 13   |
| 유벤투스                   | 2007–08   | 세리에 A       | 20   | 0    |      |    | —       | —       | —    | —    | —    | —    | 20   | 0    |
| 유벤투스                   | 2008–09   | 세리에 A       | 15   | 0    | 0    | 0  | —       | —       | 3    | 0    | —    | —    | 18   | 0    |
| 유벤투스                   | 2009–10   | 세리에 A       | 7    | 0    | 0    | 0  | —       | —       | 3    | 0    | —    | —    | 10   | 0    |
| 유벤투스                   | 합계      | 합계           | 42   | 0    | 0    | 0  | —       | —       | 6    | 0    | —    | —    | 48   | 0    |
| 아틀레티코 마드리드 (임대) | 2009–10   | 라리가         | 18   | 2    | 5    | 1  | —       | —       | —    | —    | —    | —    | 23   | 3    |
| 아틀레티코 마드리드 (임대) | 2010–11   | 라리가         | 31   | 4    | 2    | 1  | —       | —       | 6    | 1    | —    | —    | 39   | 6    |
| 아틀레티코 마드리드        | 2011–12   | 라리가         | 24   | 0    | 0    | 0  | —       | —       | 8    | 0    | —    | —    | 32   | 0    |
| 아틀레티코 마드리드        | 2012–13   | 라리가         | 22   | 2    | 3    | 0  | —       | —       | 5    | 0    | —    | —    | 30   | 2    |
| 아틀레티코 마드리드        | 2013–14   | 라리가         | 23   | 2    | 3    | 0  | —       | —       | 7    | 0    | 0    | 0    | 33   | 2    |
| 아틀레티코 마드리드        | 2014–15   | 라리가         | 31   | 5    | 1    | 0  | —       | —       | 4    | 0    | 1    | 0    | 37   | 5    |
| 아틀레티코 마드리드        | 2015–16   | 라리가         | 14   | 1    | 0    | 0  | —       | —       | 5    | 0    | 0    | 0    | 19   | 1    |
| 아틀레티코 마드리드        | 2016–17   | 라리가         | 12   | 1    | 0    | 0  | —       | —       | 3    | 0    | 0    | 0    | 15   | 1    |
| 아틀레티코 마드리드        | 합계      | 합계           | 175  | 17   | 14   | 2  | —       | —       | 38   | 1    | 1    | 0    | 228  | 20   |
| 경력 합계                  | 경력 합계 | 경력 합계      | 445  | 52   | 29   | 5  | 7       | 0       | 80   | 8    | 1    | 0    | 561  | 64   |

1. 1 2 3 4 5 6 7 8 9 10  UEFA 챔피언스리그 경기 포함
2. 1 2 3  UEFA 유로파리그 경기 포함
3. 1 2 3  수페르코파 데 에스파냐 경기 포함